# أروية غميلين
أُرْوِيَّة غميلين (الاسم العلمي: Ovis gmelini) هي أروية موطنها منطقة بحر قزوين. إنها الشكل الغربي الوحشي للأنواع الداجنة للخروف الأهلي. كان تدجينها، منذ 10 إلى 11000 عامًا، على سفوح القوس الجبلي الممتد من جنوب شرق تركيا إلى جنوب إيران (جبال طوروس وجبال زاغروس)، هو بداية ثورة العصر الحجري الحديث، مما أدى إلى تحويل البشر من حالة الصياد القطاف إلى حالة المزارعين.

## النويعات
ميّزت Mammal Species of the World خمسة نويعات من أروية غميلين:
- الأروية الأرمنية Ovis g. gmelini (بليث، 1851): موطنها شمال غرب إيران وأرمينيا وأذربيجان. وقد أُدخلت إلى ولاية تكساس في الولايات المتحدة.
- أروية أصفهان، O. g. isphahanica (ناسونوف، 1910): موطنها جبال زاغروس بإيران.
- أروية لارستان، O. O. g. laristanica (ناسونوف، 1909): نويع صغير، يقتصر نطاقه على بعض المحميات الصحراوية بالقرب من لار في جنوب إيران.
- أروية قبرص، O. g. ophion (بليث، 1841): كادت أن تنقرض خلال القرن العشرين. وفي عام 1997، أُحصِيَ نحو 1200 فرد. أفاد البرنامج التلفزيوني Born to Explore with Richard Wiese عن وجود 3000 فرد في قبرص.

كان يُعتقد في السابق أن أروية كورسيكا هو نويع من أروية غميلين، لكنه يعتبر الآن سليلًا وحشيًا للضأن المستأنس (Ovis aries)، ويسمى الآن Ovis aries musimon.

## طالع أيضًا
- جنس الضأن
- الأروية
- الخروف
- الأوريال
- الأرغل